# اچ‌دی ۸۱۰۴۰
اچ‌دی ۸۱۰۴۰ یک ستاره است که در صورت فلکی شیر قرار دارد.